# پاول ندود
پاول نِدوِد (به چکی: Pavel Nedvěd) (زاده ۳۰ اوت ۱۹۷۲) بازیکن سابق فوتبال اهل جمهوری چک است که برای باشگاه یوونتوس بازی می‌کرد و در سال ۲۰۰۹ از فوتبال خداحافظی کرد. او یکی از بهترین بازیکنان فوتبال دوران خود بود که در سال ۲۰۰۳ موفق شد که عنوان بهترین بازیکن اروپا را دریافت کند همچنین وی رکوردار گل زدن با شوت است.

## تولد
ندود در شهر خِپ متولّد و در اسکالْنا، واقع در شهرستان کارلووی واری، بزرگ شد. در پنج سالگی فوتبال را در باشگاه تاتران آنجا آغاز کرد. در همان سال‌ها با انجام تمرینات زیاد و قابل توجه، حس جاه طلبی زیادی از خود نشان می‌داد. در سال ۱۹۸۵، وقتی هنوز پانزده سال داشت، تیم جوانان خپ او را جذب کرد، اما نتوانست مدت زیادی وی را نگه دارد. تنها بعد از گذشت یک سال به اسکودا پیلسن پیوست.

## دوکلا پراگ
وی در فصل ۹۲/۱۹۹۱ خدمت سربازی‌اش را در باشگاه دوکلا پراگ انجام داده و در این تیم در لیگ دسته اول چکسلواکی بازی کرد. در آن فصل سه گل در نوزده بازی به ثمر رساند. در آن زمان، مورد توجه تیم اول چکسلواکی، اسپارتا پراگ قرار گرفت و برای فصل ۹۳/۱۹۹۲ به استخدام این تیم درآمد.

## اسپارتا پراگ
در آنجا از همان ابتدا در ترکیب اصلی قرار نگرفت. این هافبک در آنجا ۱۸ بازی انجام داد، ۱۳ بار به عنوان یار ذخیره وارد زمین شد و هیچ گلی هم نزد. تازه در فصل ۹۴/۱۹۹۳ بود که به ترکیب اصلی راه یافت و سه گل نیز در ۲۳ بازی فصل زد.
در فصل ۹۵/۱۹۹۴ یکی از بازیکنان مهم و اصلی تیم اسپارتا بود که با این تیم به سومین قهرمانی پیاپی لیگ هم دست یافت. ندود ۲۷ بازی کرد و شش گل هم وارد دروازه حریفان کرد. فصل ۹۶/۱۹۹۵ بهترین فصل بازی او تا آن زمان بود. او تبدیل به ستاره تیم شده بود و با زدن ۱۴ گل در ۲۷ بازی توجه باشگاه‌های خارجی را هم به سوی خود جلب کرد. پیش از همه آیندهوون هلند به جذب او علاقه نشان داد و قراردادی یک ساله با وی به امضاء رسانید.
با نمایش موفقی که به همراه تیم ملی فوتبال جمهوری چک در جام ملت‌های اروپا ۱۹۹۶ انگلیس داشت، مورد توجه باشگاه لاتزیو ایتالیا قرار گرفت که تحت رهبری مربی چک-ایتالیایی، زدنیک زمان بود. آیندهوون او را بازخرید کرد. انتقال وی اما از اسپارتا پراگ به لاتزیو خیلی عجیب بود.

## لاتزیو
او با مبلغ ۵/۱ میلیون کرون چک به تیم کوچیس اسلواکی رفت و از آنجا به ازای ۵/۷ میلیون مارک به لاتزیو منتقل شد. اسپارتا هم مانند کوچیس تحت مالکیت رزس اسلواک قرار داشت.
در لاتزیو با هدایت زمان کم‌کم با مشکلات اولیه کنار آمد و در ترکیب اولیه تیم قرار گرفت. در سال‌های بعد در لاتزیو به یکی از بهترین هافبک‌های هجومی اروپا تبدیل شد. او با این باشگاه در مجموع هفت عنوان کسب کرد که قهرمانی در جام در جام اروپا در سال ۱۹۹۹، و قهرمانی باشگاه‌های ایتالیا در سال ۲۰۰۰، پس از سال ۱۹۷۴ بود.

## یوونتوس
در تابستان سال ۲۰۰۱، یوونتوس به ازای مبلغ ۲/۴۱ میلیون یورو وی را به جای زین‌الدین زیدان که به رئال مادرید پیوسته بود، به خدمت گرفت. در اولین فصل حضورش در تیمی که رکورددار قهرمانی باشگاه‌های ایتالیا بود، گرچه بازیکن ثابت نبود اما با هدایت مارچلو لیپی به دومین اسکودتو دست یافت.
فصل ۰۳_۲۰۰۲ بهتر از فصل قبلی و در عین حال کمی ناراحت‌کننده پیش رفت. یک کارت زرد در بازی نیمه نهایی لیگ قهرمانان اروپا برابر رئال مادرید، با محرومیت از حضور در دیدار فینال برای ندود همراه بود. دیداری که در آن یوونتوس در ضربات پنالتی مغلوب آث میلان شد. اما در سری A وی تبدیل به همه‌کاره تیم یوونتوس و محبوب هواداران شد. او با یووه در آن فصل سومین قهرمانی باشگاه‌های ایتالیا را تجربه کرد.
در پایان سال ۲۰۰۳ به عنوان دومین بازیکن فوتبال کشور چک، پس از «جوزف ماسوپوست»، از سوی مجله معتبر ورزشی فرانس فوتبال به عنوان مرد سال فوتبال اروپا برگزیده شد. در مارس ۲۰۰۴ نیز از سوی پله در فهرست ۱۲۵ بازیکن فوتبال برتر و در قید حیات دنیا قرار گرفت.
در سال‌های ۲۰۰۵ و ۲۰۰۶ برای ندود با هدایت فابیو کاپلو، دو قهرمانی دیگر با یوونتوس به دست آمد. البته هر دوی این عنوان‌ها پس از ماجرای رسوایی در فوتبال ایتالیا در فصل ۲۰۰۶/۲۰۰۵ از این تیم پس گرفته شد. به علاوه یووه مجبور شد در پایان آن فصل به سری B برود. با وجود این که در آن زمان باشگاه‌های بزرگ اروپا حتی در ۳۴ سالگی با آغوش باز خواهان او بودند، اما ندود تصمیم گرفت در یووه مانده و با این تیم در سری B بازی کند. از آنجایی که قرارداد او تنها تا ماه ژولای سال ۲۰۰۷ اعتبار داشت، مدت زیادی مصمم بود تا در پایان فصل به فوتبالش پایان دهد. او تحت رهبری دیدیه دوشان، دوباره فصلی برجسته را پشت سر گذاشت، گل‌های سرنوشت‌ساز زیادی زد و با وجود کسر نه امتیاز، با تیم یووه به طور مستقیم به سری A صعود کرد. با پایان فصل ۰۹/۲۰۰۸ و به اتمام رسیدن قراردادش با تورینی‌ها، به فعالیت خود پایان بخشید.